# موتور چیدمان
موتور مرورگر وب (به انگلیسی: Web browser engine) یا موتور چیدمان یا موتور رندر (به انگلیسی: Layout engine یا Rendering engine) یکی از بخش‌های اصلی هر مرورگر وب است که وظیفهٔ تجزیه و تحلیل کدهای html , xhtml , wap و… و تولید ظاهر صفحه را بر عهده دارد. وظیفهٔ نمایش این ظاهر بر عهده سایر قسمت‌های مرورگر است.

## موتورهای برجسته
- Gecko موتور مرورگر موزیلا است که در مرورگر وب Internet configurations، سرویس گیرنده ایمیل Thunderbird و مجموعه اینترنت SeaMonkey استفاده می‌شود. Goanna چنگال Gecko است که در مرورگر Pale Moon استفاده می‌شود.
- اپل با ایجاد موتور KHTML پروژه KDE موتور WebKit را برای مرورگر Safari خود ایجاد کرد. همه مرورگرهای توزیع شده از طریق App Store در iOS باید از WebKit به عنوان موتور خود استفاده کنند. به عنوان مثال، Opera Mini برای iOS از WebKit استفاده می‌کند، در حالی که سایر نسخه‌های Opera از Blink استفاده می‌کنند. (اپرا قبلاً از موتور اختصاصی Presto خود استفاده می‌کرد)
- گوگل در ابتدا از WebKit برای مرورگر Chrome خود استفاده می‌کرد اما سرانجام برای ایجاد موتور Blink آن را چنگ زد.[۱] همه مرورگرهای مبتنی بر Chromium از Blink استفاده می‌کنند، همانند برنامه‌های ساخته شده با CEF , Electron یا هر چارچوب دیگری که Chromium را در خود جای داده‌است.
- مایکروسافت موتور اختصاصی EdgeHTML خود را که جانشین موتور Trident خود است، حفظ می‌کند. با این حال، EdgeHTML اکنون فقط برای برنامه‌های Universal Windows Platform استفاده می‌شود، زیرا مرورگر Edge با موتور Blink بازسازی شده‌است.[۲][۳]